# Patrica Ndogu
Patrica N. Ndogu là thành viên của Quốc hội Liên minh châu Phi từ Nigeria.